# Tord Lien

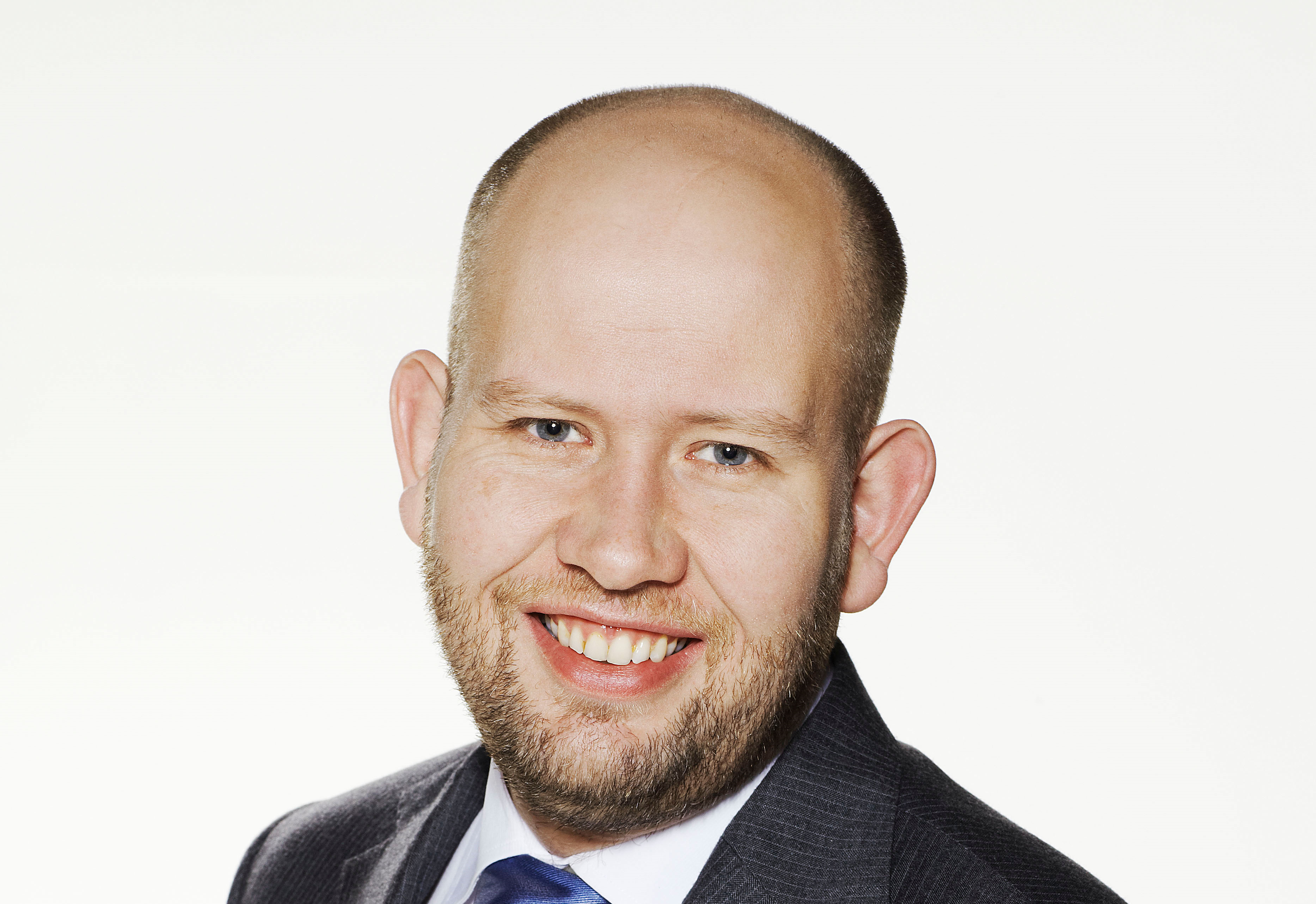
Tord Lien (2009)

Tord Lien (* 10. September 1975 in Øksnes) ist ein norwegischer Politiker der Fremskrittspartiet (FrP). Von 2013 bis 2016 war er Öl- und Energieminister in der Regierung Solberg.

## Leben
Lien studierte von 1997 bis 2003 Geschichte an der Technisch-Naturwissenschaftlichen Universität Norwegens (NTNU) in Trondheim. Zwischen 2003 und 2005 saß er im Trondheimer Stadtrat. Bei der Parlamentswahl 2005 zog er erstmals in das norwegische Parlament, das Storting, ein. Er vertrat dort bis 2013 die Provinz Sør-Trøndelag. Bei der Wahl 2013 trat er nicht mehr an, da er die Stelle des Kommunikationsdirektors beim Energieversorger TrønderEnergi übernehmen sollte. Im Oktober 2013 wurde er jedoch zum Minister für Öl und Energie ernannt und er führte dieses Amt bis Dezember 2016 aus.
Bei seinem Amtsantritt 2013 wurde publik, dass Lien als 19-Jähriger zu 40 Tagen Haft verurteilt worden war, da er im Jahr 1994 mit überhöhter Geschwindigkeit auf nasser Fahrbahn einen Unfall verursachte, bei dem zwei Menschen verletzt wurden. Er hatte die Ministerpräsidentin Erna Solberg bereits vor seiner Ernennung zum Minister über die Verurteilung informiert.